# Північноатлантична осциляція

Часова залежність коливання у період 1856—2013 років

Північноатланти́чна осциля́ція, Півні́чно-атланти́чне колива́ння (англ. Atlantic multidecadal oscillation, AMO) — мінливість клімату на півночі Атлантичного океану, що проявляється перш за все у зміні температури морської поверхні. Явище було вперше описане у 2001 році Голденбергом та співробітниками. Хоча існують історичні свідчення існування цього коливання протягом тривалого часу, точних історичних даних щодо його амплітуди та зв'язку із температурами поверхні в тропічних районах океану бракує.

## Див також
Гольфстрім